# Rosetta Stoned
«Rosetta Stoned» (с англ. — «Розетта под кайфом») — песня американской метал-группы Tool, являющаяся восьмым треком с их четвёртого студийного альбома 10,000 Days, выпущенного 2 мая 2006 года.

## Структура
Структурно песня содержит сложные барабанные партии, как быстрые, так и медленные, в исполнении барабанщика группы Дэнни Кэри. Песня использует размеры 4/4, 5/8, 5/4, 11/8, 3/4 и 6/4 и характеризуется агрессивными риффами. В песне также используются нетрадиционные ударные инструменты и полиритмия.

## Тематика
Название песни является отсылкой к Розеттскому камню. С лирической точки зрения песня посвящена встрече человека с инопланетянами, духовным постижениям и его коматозному состоянию после трипа под ДМТ. Песня написана в стиле потока сознания.
Предыдущий трек на альбоме «Lost Keys (Blame Hofmann)» служит прологом к песне. На нем присутствует разговор между пациентом (Альберт Хофманн), медсестрой и врачом (Гордон Уоссон), который происходит после событий в «Rosetta Stoned».

## Восприятие
Песня в целом получила положительные отзывы критиков. Её хвалили за аранжировку и исполнение, особенно из-за «многоруких» перкуссионных навыков Дэнни Кэри и изобретательной игры на барабанах. Критики сравнивали песню с работами The Grateful Dead. Также было отмечено сходство между этой песней и другой песней Tool, «Third Eye». Ник Коуэн из Drowned in Sound дал положительный отзыв о песне, высоко оценив её повествование, напряжённое настроение и игру на гитаре. В музыкальном плане песню также сравнивали с джемом.

## Участники записи
- Мэйнард Джеймс Кинан — вокал
- Адам Джонс — гитара
- Джастин Чанселлор — бас-гитара
- Дэнни Кэри — ударные